# Serule
Serule – wieś w Botswanie w dystrykcie Central. Według spisu ludności z 2011 roku wieś liczyła 3241 mieszkańców.